# Hedysarum cisbaicalense
Hedysarum cisbaicalense är en ärtväxtart som beskrevs av Leonid I. Malysev. Hedysarum cisbaicalense ingår i släktet buskväpplingar, och familjen ärtväxter. Inga underarter finns listade i Catalogue of Life.